# Peridontopyge condamini
Peridontopyge condamini är en mångfotingart som beskrevs av Demange. Peridontopyge condamini ingår i släktet Peridontopyge och familjen Odontopygidae. Inga underarter finns listade i Catalogue of Life.